# 今村骏介
今村骏介（日语：／ Imamura Shunsuke，1998年2月14日—），福冈县出身，日本男子自行车运动员。他曾代表日本参加2018年亚洲运动会自行车比赛，获得男子团体追逐赛和男子麦迪逊赛铜牌。